# Батьковщина (село)
Батьковщина (укр. Батьківщина — «родина») — село на Украине, находится в Народичском районе Житомирской области. Расположено на реке Каменка.
Код КОАТУУ — 1823755102. Население по переписи 2001 года составляет 1 человек. Почтовый индекс — 11400. Телефонный код — 4140. Занимает площадь 0,142 км².

## Адрес местного совета
11400, Житомирская обл., Народичский р-н, пгт Народичи, ул. Ленина, 175.